# Paratrichius osimanus
Paratrichius osimanus är en skalbaggsart som beskrevs av Michio Chujo 1941. Paratrichius osimanus ingår i släktet Paratrichius och familjen Cetoniidae. Inga underarter finns listade i Catalogue of Life.